# جيزي زيدنيتشك
جيزي زيدنيتشك (بالتشيكية: Jiří Zedníček)‏ مواليد 14 فبراير 1945 في براغ، هو لاعب كرة سلة تشيكي سابق. مثّل منتخب بلاده. شارك في دورة الألعاب الأولمبية الصيفية سنة 1972. لعب مع نادي براها لكرة السلة في الدوري التشيكي الوطني لكرة السلة.

## روابط خارجية
- جيزي زيدنيتشك على موقع الاتحاد الدولي لكرة السلة (الإنجليزية)
- جيزي زيدنيتشك على موقع سبورتس رفرنس (الإنجليزية)
- جيزي زيدنيتشك على موقع أوليمبيديا (الإنجليزية)
- جيزي زيدنيتشك على موقع اللجنة الأولمبية التشيكية (التشيكية)